# タンバー級潜水艦
タンバー級潜水艦（タンバーきゅうせんすいかん Tambor class submarine）は、アメリカ海軍が運用していた潜水艦の艦級。ディーゼルエンジンとエレクトリックモーターを用いる通常動力型潜水艦（ディーゼル潜水艦）で第二次世界大戦時におけるアメリカの潜水艦のひとつである。T型とも呼称される。

## 概要
1920年代後半に経験されたVボート潜水艦建造計画の大失敗の後に、海軍は最終的に実用的な艦隊型潜水艦のためのプランを作成した。艦隊型潜水艦の系譜は1933年～1935年度艦のポーパス級潜水艦（P型）から始まり、1936年度艦のサーモン級潜水艦、1937・1938年度艦のサーゴ級潜水艦と続いた。
これらのシリーズの整備と並行するかのように、潜水艦に不可欠な機関や電池の技術革新があり、特にサーゴ級での画期的な電池（サーゴ電池）とモーターの導入は、アメリカ潜水艦史における一つのターニングポイントとなった。機器類の性能がまだわずかに不満な部分があったものの一応は満足できるレベルに達したことで、海軍サイドの目は攻撃面の不満や改善に向けられることとなった。
1937年秋に入って、1939年度建造予定の新型潜水艦として ポーツマス海軍造船所の設計技師アンドリュー・I・マッキー少佐、海軍の潜水艦デザイン部の代表アーマンド・M・モーガン中尉らからなる、チャールズ・A・ロックウッド（後の太平洋潜水艦隊司令、海軍大将）のチームによって、後にタンバー級と呼称される新潜水艦の設計プランが提示された。その誕生に至る過程はロックウッドとコンパクトな潜水艦にこだわったトーマス・ハート海軍大将の設計思想での対立などもあって難産であり、正式に設計が採用されたのは1939年であった。折りしも、第二次ロンドン海軍軍縮会議で策定された保有枠が自動的に拡張（事実上、枠が消滅した状態）になったこともあり、慣例としてまず6隻が建造され、翌1940年度にも6隻が建造されることとなった。
タンバー級は、基本的なラインは船体長が1メートル短縮されている以外はサーゴ級とはほぼ同一ではあるが、次の要求が出され、これらはほぼ取り入れられた。
- 艦首魚雷発射管の増加
- 魚雷管制コンピューター（TDC）導入に伴う司令塔の拡張
- 乗員の居住空間の劇的な改善
- ネガティブタンクの設置
- 安全対策の強化

こうして建造されたタンバー級は、排水量はサーゴ級と大差はなく、ディーゼルエンジンの機関自体はサーゴ級と性能上は大差なかったが、モーターに関してはサーゴ級に搭載されたものよりさらに性能がアップしたものを搭載している。懸案であった魚雷発射管の増加も実現し、待望の6射線の確保がこれによってなされることとなった。居住性は淡水蒸留ユニットと空調の強化で改善されていた（ちなみに、この点では大日本帝国海軍の諸潜水艦より遅れをとっていた）。また、内部のレイアウト、シルエット、および外皮のフォームにおける設計変更により、以前のポーパス級、サーモン級、サーゴ級よりもさらにグレードがアップした潜水艦となった。新たに設置されることになったネガティブタンクも、成績が良好だったため、以後のアメリカ潜水艦の標準装備となった。
前述のように1940年度艦も6隻が建造されたが、圧壊深度がより深く設定されたことと補助モーターが出力をアップさせたものに更新した以外は大差はない。これら、ガー (USS Gar, SS-206)以下の1940年度艦は、全ての艦の名前がGで始まることからガー級（G型）潜水艦とも呼称される。

## 改装と戦歴
タンバー級は、それ以前の各級の欠点を手直しして建造された潜水艦だけに、艦橋構造の凸型化改装やレーダー搭載はもちろんのこと、船体がやや小さかったため見送られることの多かった備砲の大型化も、換装の機会があった残存艦に対して実施されている。しかし、発展型のガトー級潜水艦やバラオ級潜水艦、テンチ級潜水艦では実施されたボフォース 40mm機関砲の搭載は実施されなかった。
タンバー級は、太平洋戦争開戦時においてはアメリカ潜水艦隊の最新鋭の潜水艦であり、この後続々竣工していったガトー級及びバラオ級の各艦などとともに対日戦でウルフパックを組んで日本の通商路を脅かした。しかし、ガトー、バラオ両級と比較すると安全深度がやや浅く設定されており、その点のみが唯一のネックとなった。
大戦後期にはガトー、バラオ両級諸艦の大量就役により、ポーパス、サーモン、サーゴの各級同様次第に練習艦などに転用されていった。1945年初頭に残存艦が真珠湾やアメリカ本土に帰還し練習艦に転じた時点で、太平洋戦線の第一線からガトー級より古い潜水艦が姿を消した。損耗率はアメリカ潜水艦の中では最も高く58パーセントを記録している。なかでも、1940年度艦はネームシップのガー以外の艦はすべて戦没している（このうち、グレナディアーのみ攻撃を受けて自沈し、搭乗者全員が捕虜となって4人の獄死者以外生還した）。1939年度艦2番艦のトートグ (USS Tautog, SS-199)は26隻の艦船を撃沈し、公式の撃沈隻数では第1位となっている。
なお、詳細な戦歴は各艦の項を参照されたい。

## 同型艦
1939年度建造艦
- タンバー (USS Tambor, SS-198)
- トートグ (USS Tautog, SS-199)
- スレッシャー (USS Thresher, SS-200)
- トライトン (USS Triton, SS-201)：1943年3月15日に戦没。
- トラウト (USS Trout, SS-202)：1944年2月29日に戦没。
- ツナ (USS Tuna, SS-203)

1940年度建造艦
- ガー (USS Gar, SS-206)
- グランパス ( USS Grampus, SS-207)：1943年3月6日に戦没と推定。アンバージャックと戦没日時が取り違えられている可能性がある。
- グレイバック ( USS Grayback, SS-208)：1944年2月26日に戦没。
- グレイリング ( USS Grayling, SS-209)：1943年9月9日～12日の間に戦没と推定。
- グレナディアー ( USS Grenadier, SS-210)：1943年4月21日日本機の攻撃によって戦没。
- ガジョン ( USS Gudgeon, SS-211)：1944年4月7日～6月7日の間に喪失。